# Закон срещу светотатството
Законът срещу светотатството (на френски: Loi sur le sacrilège) е комплексен френски наказателен такъв от времето на реставрацията на Бурбоните. Влиза в сила на 20 април 1825 г., след като е приет от националното събрание с 210 гласа срещу 95, като впоследствие е и подкрепен от Сената със 127 гласа срещу 96.
В зависимост от контекста може да се приеме най-общо, че е насочен срещу светотатството, богохулството и въобще срещу жестокостите на революционния терор и последвалите го наполеонови войни. Има повече възпираща за народа роля, отколкото реална функция в правоприлагането, обаче изиграва обратна на промулгираната му такава, като настройва обществото като цяло срещу него.
Използваната правна терминология в закона е доста архаична и отвлечена от новите житейски потребности на френското общество. Масово в закона се говори за богоубийство.
Конкретиката му е продиктувана от развихрилата се престъпност във Франция след края на Първата френска империя. Настъпилите промени във френските имуществени правоотношения (конфискациите) в резултат от приложението на закона за подозрителните не се засягат, и на практика буржоазията от третото съсловие остава материално облагодетелствана от революционните промени. От друга страна старата френска аристокрация и духовенство не печелят нищо от приемането на този закон, още повече че той няма почти никакво практическо приложение.
По същество с приемането му законодателят прави опит да реставрира старите клерикални християнски ценности, като духовни такива на френското общество. Обаче не отчита обстоятелството, че самите обществени отношения са значително изменени през последните 30 години. Мисленето се е променило под въздействието на революционните промени във френското общество.
Законът е отменен на 11 октомври 1830 г.